# Carl Sparre (1595–1632)
Carl Sparre, född 27 januari 1595 på Stora Sundby i Öja socken, död 24 april 1632 i Stockholm, var en svensk ämbetsman.
Han var son till rikskanslern Erik Sparre och Ebba Brahe, sonson till marsken Lars Siggesson (Sparre) och dotterson till Per Brahe d.ä. Sparre var gift med Margareta Axelsdotter (Natt och Dag) från 1619 och till hennes död 1623 och med överhovmästarinnan Görvel Posse från 1626. Han var far till Axel och Erik Sparre. Han hade det ärvda Stora Sundby som sätesgård och är begraven i dess sockenkyrka Öja kyrka.
Sparre följde Johan Skytte på hans beskickning till Danmark och Nederländerna 1617 och Gustav II Adolf till mötet med Kristian IV i Halmstad 1619. Han var en tid häradshövding i Väne härad i Västergötland. Strax innan sin död utnämndes han till ståthållare i Östergötland och blev postumt och tillsammans med sina fyra bröder Lars, Peder, Thure och Johan Sparre upphöjd till friherre 1647.